# De piratenoorlog
De piratenoorlog (Frans: La guerre des pirates) is het 31e album uit de Belgische stripreeks Roodbaard naar een scenario van Jean Ollivier en getekend door Christian Gaty. Het stripalbum werd in 1997 uitgebracht.

## Het verhaal
Op Schildpadeiland raakt Erik betrokken bij een ruzie met Engelse vrijbuiters. De Engelse kapitein Francis "de Duivel" Talbot daagt Erik uit tot een duel, maar dit wordt afgebroken door Franse soldaten. Commandant de Pointis draagt Erik op de Engelsen te bespioneren in Kingston op Jamaica. Op zee wordt Erik opnieuw door Talbot tot een duel uitgedaagd, dat Erik wint. Later assisteert hij zijn vader Roodbaard, die in een zeegevecht met een Spaans korvet verwikkeld is. In Cap Français op Saint-Domingue (het huidige Haïti) krijgt Erik informatie van het hoofd van de Franse factorij Danel. Hij hoort dat Henry Morgan gouverneur van Jamaica is geworden en een waar schrikbewind voert tegen de vrijbuiters. Terug op Schildpadeiland krijgt Erik de opdracht de fortificaties van Kingston te vernietigen. Dit lukt, maar Morgan weet met een logger naar zee te vluchten en wordt opgepikt door de King, het schip van Francis Talbot. Een tijd later wordt met hulp van Baba's neef Koko gouverneur Morgan uit zijn landhuis ontvoerd, maar op de terugweg worden ze aangevallen door de King van Talbot. Erik weet Talbot te doden, maar voordat Roodbaard hetzelfde kan doen met Morgan nadert er een Engels Fregat. Morgan weet naar het fregat te vluchten en De Fransen moeten de aanval staken, daar ze niet opgewassen zijn tegen de King en het zwaarbewapende fregat.

## Henry Morgan
Dit is het eerste Roodbaard-album waarbij overduidelijke chronologische fouten in het scenario zitten:
Schrijver Jean Ollivier brengt hier opnieuw Henry Morgan te berde, de Engelse piraat die later gouverneur van Jamaica werd. Deze kwam eerder voor in het verhaal Het spookschip, naar een scenario van Jean-Michel Charlier. In dat verhaal was Morgan al dood, dus is het eigenlijk niet mogelijk dat hij in dit verhaal nog leeft. Morgan was gouverneur van Jamaica tussen 1675 en 1683. De avonturen van Roodbaard spelen zich af van 1715, toen Erik nog maar een klein kind was (Het gebroken kompas), tot zeker na 1750, toen Joseph François Dupleix de Franse gouverneur was in Pondichéri. (Piraten in Indische wateren). Zelfs de spin-offserie De jonge jaren van Roodbaard (vanaf 1691) speelt zich af na de dood van Morgan in 1688.
Er komt overigens nog een Morgan in de reeks voor, een piratenhoofdman uit Schildpadeiland (albums #20, #21, #24), maar hiermee werd vrijwel zeker niet Henry Morgan bedoeld. De Morgan uit deze verhalen, nog van Roodbaardbedenker Charlier, lijkt wat uiterlijk betreft overigens wel op de in het bovenstaande verhaal beschreven Henry Morgan.